# Volume ! recherches sur les musiques populaires
 (janvier 2025).
Il peut être nécessaire de l'améliorer pour respecter le principe de neutralité de point de vue. Veuillez consulter la page de discussion pour plus de détails.

 (janvier 2025).
Pour les articles homonymes, voir Volume (homonymie).
Volume ! recherches sur les musiques populaires est une revue de recherche semestrielle française à comité de lecture classée par l'AERES (arts, 18e section), consacrée à l'analyse des musiques populaires. Créée en 2001 par les Éditions Mélanie Seteun et intégrée en 2025 au catalogue des Presses universitaires de Rennes, elle publie des articles de chercheurs français et internationaux venant de tout le spectre des sciences humaines.

## Volume!

### Naissance et principes
La revue fut créée en 2001 par Samuel Étienne, Gérôme Guibert et Marie-Pierre Bonniol sous l'égide des Éditions Mélanie Seteun, structure associative fondée trois ans plus tôt par Étienne et Guibert, à l’époque jeunes doctorants désireux de proposer « des réflexions sérieuses sur les musiques populaires », selon la formule de Simon Frith.
Celles-ci étaient en effet généralement peu traitées en France par des approches universitaires, notamment depuis la disparition à la fin des années 1980 de la revue Vibrations. Musiques, médias, société, ou tout simplement sans l’attention qui accompagne habituellement la réflexion sur d'autres produits culturels jugés plus « légitimes », comme ont pu le remarquer des chercheurs tant français que britanniques. La revue fut donc créée pour offrir en France un espace distinct des recherches de musicologie consacrées aux musiques savantes et d'ethnomusicologie consacrées aux musiques traditionnelles "du monde", tout en étant ouverte à ces autres approches, dans la mesure où elles prennent pour objet les musiques populaires du XXe siècle. Pour le sociologue Bruno Péquignot, elle a contribué à faire des musiques populaires des "objets légitimes de la recherche", conquérant une place "dans le paysage intellectuel et notamment en sociologie des arts", tandis que pour le politiste Denis-Constant Martin, elle est devenue un "foyer indispensable des débats sur les musiques populaires".

### Évolution
La revue est publiée par les Éditions Mélanie Seteun. 
Volume ! n'a pendant des années pas été officiellement affiliée à une structure de recherche académique. Elle a bénéficié du soutien du Centre national du livre et du Conseil régional d'Aquitaine, du CNRS, du Conseil Régional des Pays de la Loire[source secondaire souhaitée].
Elle reçoit régulièrement des soutiens financiers de la part des laboratoires de directeurs de certains dossiers. Elle est soutenue depuis 2019 par l'Institut de Recherche Médias, Cultures, Communication et Numérique (IRMÉCCEN) de l'Université Sorbonne-Nouvelle et depuis 2025 par l'équipe d'accueil Arts : pratiques et poétiques (APP) de l'université Rennes 2. En 2024, elle signe une convention de subvention avec le Centre national de la musique. Elle a quitté l'association Mélanie Seteun en 2025 pour rejoindre le catalogue des Presses universitaires de Rennes. 
Pendant le mouvement social contre la réforme des retraites et la Loi de programmation pluriannuelle de la recherche, Volume ! fait partie des "revues en lutte".

### Équipe & Comités
Comité de rédaction
La revue est dirigée par Catherine Rudent et Louise Barrière, qui ont succédé en 2025 à Emmanuel Parent. L'équipe de rédaction est composée de Louise Barrière, Alix Benistant, Gérôme Guibert, Christophe Levaux, Emmanuel Parent, et Jedediah Sklower,. Volume ! compte parmi ses soutiens des figures françaises et internationales importantes dans les recherches portant sur les musiques populaires, dans des disciplines variées (sociologie, esthétique, musicologie, histoire culturelle, sciences politiques etc.).
Comités de lecture

### Diffusion
Après des années avec l'IRMA, la version papier de la revue est diffusée par Les Presses du réel depuis 2015[source secondaire souhaitée].
Le 8 novembre 2011, Volume ! a inauguré son nouveau site sur le portail internet OpenEdition Journals (anciennement Revues.org) du Centre pour l'édition électronique ouverte, suivi le 15 décembre 2011 par ses pages sur le site Cairn.info[source insuffisante].

### Classement
Volume ! est classée par l'AERES en 18e section "Arts" (mai 2012).

## Partenariats

### Partenariats scientifiques
Volume ! publie depuis 2010 l'article du lauréat du prix "Premières recherches" (ex "Jeune Chercheur") de la branche francophone de l'IASPM.
La revue participe depuis quelque temps à de nombreux événements, notamment des conférences, à la Cité de la musique, à la Philharmonie de Paris sur le punk ou les clips vidéo, au Musée du Quai Branly, toujours autour des "musiques noires", à la Bibliothèque publique d'information du Centre Georges-Pompidou autour du rap.

### Médias
L'équipe de la revue Volume ! a tenu entre octobre 2012 et janvier 2013 une chronique bi-hebdomadaire dans l'émission "Francosonik" de François Saltiel sur Le Mouv'.[source insuffisante]